# Corregimiento
Corregimiento ist ein spanischer Begriff der für Verwaltungseinheiten zu administrativen Zwecken verwendet wird. Von alters her bezeichnet es die Zuständigkeit für die Ausübung der Funktionen eines Richters im Königreich Spanien. Corregidores (Mehrzahl von corregidor, spanisch für „Richter“, deutsch wörtlich „Korrektor“) sind also spanische Beamte im Dienste des Königs. 
Die corregimientos waren ein eigenes System der territorialen Organisation der spanischen Krone während der Herrschaft der Habsburger. Das Königreich Kastilien wurde ehemals in 68 Bezirke unterteilt, die die unmittelbar der Krone unterstellten Ortschaften und die militärische Ordnung zusammenlegten. An der Spitze einer jeden Gemeinde (municipio) ernannte der König einen Richter, der als Delegierter des Königs primär vor den militärischen Regimentern handelte und auf die seine Zuständigkeit erweitert wurde. Seine Befugnisse waren sehr umfangreich im Bereich der Justiz und der Verwaltung; u. a. war der corregidor verantwortlich für die Arbeit der Schöffen zur Kontrolle der lokalen öffentlichen Finanzen, die Qualität der Verpflegung und die Überwachung von Steuerhinterziehung, Polizei etc. Er hatte auch militärische Funktionen zur Aufrechterhaltung der öffentlichen Ordnung und Moral. Wenn der Corregidor aus dem Militär kam und keine juristische Ausbildung hatte, war er verpflichtet einen „Letrado“ als Stellvertreter und Berater zu ernennen. Letrados waren Personen die ein juristisches Studium wenigstens als „Bachiller en Leyes“ abgeschlossen hatten. 